# Lijflandse Oorlog

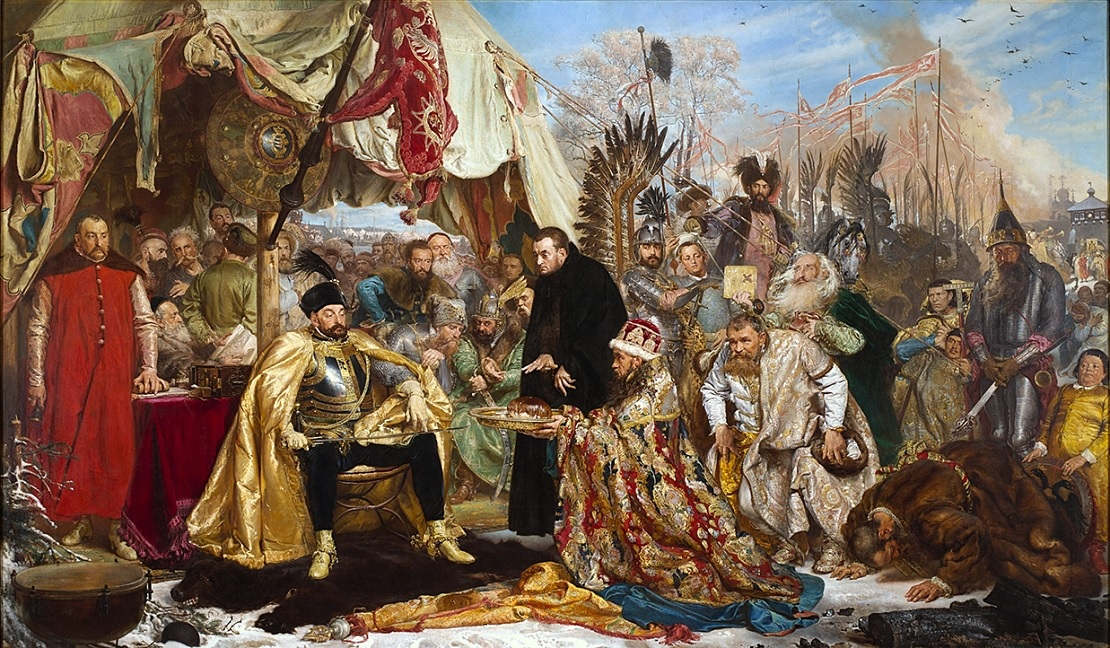
Jan Matejko, "Batory bij Pskov" De belegering van Pskov

De Lijflandse Oorlog van 1558 tot 1583, ook wel de Eerste Noordse Oorlog genoemd, was de eerste fase in een langdurig militair conflict tussen het tsaardom Rusland en zijn westelijke buren over de macht in de gebieden die nu Estland en Letland vormen.

## Achtergrond
Tegen 1560 was de Lijflandse Confederatie danig verzwakt door de Reformatie, terwijl oosterbuur Rusland sterker was geworden na de vernietiging van de islamitische kanaten Kazan en Astrachan. De Russische tsaar Ivan IV eiste dat het prinsbisdom Dorpat een enorme som aan belastingen betaalde (40.000 taler).
Toen de Lijflandse Confederatie bescherming zocht bij het Pools-Litouwse Gemenebest met het Verdrag van Pozwoł, beschouwde tsaar Ivan IV dit als casus belli tegen de Lijflandse Confederatie. Hij besloot over te gaan tot een invasie, met als doel toegang te krijgen tot de Oostzee.

## Verloop
Russische troepen vielen in 1558 de Lijflandse Confederatie binnen. De Russen bezetten Dorpat en Narva en belegerden Reval.
In 1561 werd de zwakke Lijflandse Orde ontbonden. Het Koninkrijk Zweden breidde zijn territorium in Estland uit en Denemarken-Noorwegen verkreeg het eiland Saaremaa. Koerland werd toegewezen aan het Koninkrijk Polen, dat in 1569 een unie vormde met het Groothertogdom Litouwen, bekend als het Pools-Litouwse Gemenebest. De laatste grootmeester der Lijflandse Orde, Godhard Kettler, werd de eerste leider van het Poolse vazal-hertogdom Koerland en Semgallen.
Erik XIV van Zweden en Frederik II van Denemarken zonden troepen om hun nieuwe gebieden te beschermen. In 1561 gaf de stadsraad van Reval in Estland zich over aan Zweden. Reval werd een bruggenhoofd voor de verdere Zweedse uitbreiding in de gebieden ten oosten van de Oostzee.
Tegen 1562 was Rusland in oorlog met de koninkrijken Polen en Zweden. De legers van de tsaar waren in eerste instantie succesvol. Zowel Polotsk (1563) als Pärnu (1575) werden ingenomen en het Groothertogdom Litouwen werd tot Vilnius onder de voet gelopen.
Na eerdere vredesvoorstellen afgewezen te hebben, bevond de tsaar zich in 1579 in een moeilijke positie. De Opritsjnina (Опричнина) hadden de Russische economie danig verstoord. Litouwen (vanaf 1385 al in personele unie met Polen, de Unie van Kreva) had zich in de Unie van Lublin met Polen verenigd, waar in 1576 de energieke leider Stefan Batory de touwtjes in handen had genomen. Niet alleen heroverde Batory Polotsk, maar ook belegerde hij Pskov (1579). In 1581 nam een huurlingenleger van Zweden onder Pontus de la Gardie de strategische stad Narva in.

## Vredesverdragen
Uiteindelijk, in 1582, werd de Vrede van Jam Zapolski getekend tussen Rusland en Polen waarbij Rusland zijn claim op Lijfland liet vallen. Het volgende jaar sloot de tsaar ook vrede met Zweden. Bij de Vrede van Plussa verloor Rusland Narva en de zuidkust van de Finse Golf, zijn enige toegang tot de Oostzee.

## Nasleep
De situatie werd 12 jaar later ongedaan gemaakt door de Vrede van Tyavzine, waarmee een nieuwe oorlog tussen Zweden en Rusland beëindigd werd.
Lijflandse Oorlog (1558-1583) · Zevenjarige Oorlog (1563-1570) · Kalmaroorlog (1611-1613) · Deens-Zweedse Oorlog (1643-1645)

Noordse Oorlog (1655-1660): Pools-Zweedse Oorlog (1655-1660) · Russisch-Zweedse Oorlog (1656-1658) · Deens-Zweedse Oorlog (1657-1658) · Zweeds-Nederlandse Oorlog (1658-1660)

Schoonse Oorlog (1675-1679) · Grote Noordse Oorlog (1700-1721)
Zweeds-Novgorodische Oorlogen · Russisch-Zweedse Oorlog (1496-1499) · Russisch-Zweedse Oorlog (1554-1557) · Lijflandse Oorlog (1558-1583) · Russisch-Zweedse Oorlog (1590-1595) · Ingrische Oorlog (1610-1617) · Russisch-Zweedse Oorlog (1656-1658) · Grote Noordse Oorlog (1700-1721) · Russisch-Zweedse Oorlog (1741-1743) · Russisch-Zweedse Oorlog (1788-1790) · Finse Oorlog (1808-1809)
Lijflandse Oorlog (1558-1583) · Pools-Russische Oorlog (1605-1618) · Pools-Russische Oorlog (1654-1667) · Pools-Russische Oorlog (1792) · Pools-Russische Oorlog (1919-1921) · Sovjet-aanval op Polen (1939)